# Giuni Russo
Giuseppa Romeo, connue sous le nom de scène Giuni Russo (née le 10 septembre 1951 à Palerme et morte le 14 septembre 2004  à Milan), est une chanteuse italienne, qui s'est spécialisée dans la musique expérimentale après un court passage réussi comme chanteuse de pop dans les années 1980.
Au cours de sa carrière, elle a chanté en italien, anglais, français, allemand, japonais, espagnol, arabe, persan et latin.

## Biographie
Giuni Russo est née à Palerme, en Sicile, le 7 septembre 1951 et est issue d'une famille laborieuse et nombreuse. Elle prend des cours de chant auprès du maître Ettore Gaiezza et à l'âge de 15 ans et débute aux nouvelles voix au Festival de Castrocaro (1966) en atteignant la demi-finale. 
L'année suivante, elle remporte le festival de Castrocaro puis participe au Festival de Sanremo en tant que « nouvelle proposition », sous le nom de Giusy Romeo puis participe au Disco per l'estate, Cantagiro et Festivalbar avec la chanson L'onda.
En 1969 elle s'installe à Milan et collabore avec la musicienne et compositrice Maria Antonietta Sisini, qui devient sa compagne.
En 1982 Giuni Russo atteint l'apogée de sa popularité avec le hit Un'estate al mare, disque d'or. Elle participe à Festivalbar, Vota la voce et beaucoup d'autres événements et diffusions.

## Discographie

### Giusy Romeo
Single
- 1968 : No amore / Amerai Columbia/EMI (SCMQ 7082)
- 1968 : L'onda / Lui e Lei Columbia/EMI (SCMQ 7095)
- 1968 : I primi minuti / Fumo negli occhi Columbia/EMI (SCMQ 7118)

### Junie Russo
Single
- 1975 : Milk of Paradise / I've Drunk in my Dream  BASF (06 13325-Q)
- 1975 : Everything Is Gonna Be Alright / Vodka BASF (06 13330-Q)
- 1975 : In trappola / Lui nell'anima GHIBLI (CD 4506)
- 1976 : Mai / Che mi succede adesso DURIUM (Ld A 7950)

Albums
- 1975 : Love is a woman BASF (21-23326 Q)

### Giuni Russo
Singles
- 1978 : Soli noi / La chiave ELEKTRA (T 12290)
- 1982 - Un'estate al mare / Bing bang being CGD (CGD 10401)
- 1982 - Good Good Bye / Post moderno CGD (CGD 10437)
- 1982 - Una Vipera Sarò / Tappeto Volante
- 1983 - Good Good Bye / Un'estate al mare
- 1984 - Mediterranea / Limonata cha cha cha CGD (CGD 10548)
- 1986 - Alghero / Occhiali colorati BUBBLE/RICORDI (BLU 9233)
- 1987 - Ragazzi al luna-park / Mango papaia BUBBLE/RICORDI (BLU 9238)
- 1987 - Adrenalina / Adrenalina (remix strumental) BUBBLE/RICORDI (BLUX 934)
- 1987 - Mango Papaia / Mango papaia (remix strumental) BUBBLE/RICORDI (BLUX ?)
- 1990 - Un'estate al mare / Una vipera sarò (CGD 3984 23892-9)
- 1994 - Se fossi più simpatica sarei meno antipatica
- 1995 - Un'estate al mare (love guitar remix) / Un'estate al mare (deep mix) / Un'estate al mare (July 41 st) ITWHY (ITW 05)
- 1997 - Gabbiano / Fonti mobili NAR (NAR 40132)
- 2000 - Un'estate al mare (space mix) / Un'estate al mare (cub mix) / Un'estate al mare (dub version) HITLAND (EXTRA 05 CD)
- 2003 - Morirò d'amore / Il re del mondo (live)
- 2006 - Un'estate al mare (remix feat. Megahertz) — Promo
- 2006 - Adrenalina (remix feat. MAB) - Promo
- 2006 - Una vipera sarò (remix feat. Caparezza) - Promo

Albums
- 1981 : Energie CGD (CGD 20269)
- 1983 - Vox CGD (CGD 20360)
- 1984 - Mediterranea CGD (CGD 20409)
- 1986 - Giuni BUBBLE/RICORDI (BLULP 1822)
- 1987 - Album BUBBLE/RICORDI (BLULP 1825)
- 1988 - A casa di Ida Rubinstein L’OTTAVA/EMI (64 7915301)
- 1992 - Amala CGD (4509-90011-2)
- 1994 - Se fossi più simpatica sarei meno antipatica EMI (7243 8 29956 2 3)
- 1998 - Voce prigioniera NAR (NAR 1349 2)
- 2002 - Signorina Romeo Live
- 2003 - Morirò d'Amore
- 2003 - Demo De Midi
- 2004 - Napoli che canta
- 2006 - Unusual
- 2008 - Cercati in me
- 2011 - A casa di Ida Rubinstein 2011 Cd+ Dvd
- 2012 - Love is a woman

DVD
- 2004 : Napoli che canta
- 2005 - Mediterranea Tour (avec CD)
- 2007 - La sua figura

Compilations
- 1983 : Un'estate al mare
- 1987 - Sere d'agosto
- 1989 - I successi di Giuni Russo SPINNAKER/RICORDI (SPI13)
- 1990 - Le più belle canzoni CGD musicA (9031 72212-2)
- 1996 - Onde leggere TRING (TRI 028)
- 1997 - La sposa FUEGO (PCD 2100)
- 1999 - Alghero REPLAY MUSIC (RSCD 8032)
- 2000 - Il meglio (rearranged tracks) MR MUSIC/D.V. MORE RECORD (MRCD 4198)
- 2000 - I miei successi (rearranged tracks) D.V. MORE RECORD (CD DV 6411)
- 2003 - Irradiazioni (unreleased tracks)
- 2004 - Voce che grida
- 2007 - The Complete Giuni